# Боровня (Новгородская область)
Боровня — деревня в Солецком районе Новгородской области.

## География
Находится в западной части Новгородской области на расстоянии приблизительно 9 км на юг по прямой от районного центра города Сольцы.

## История
Деревня отмечалась ещё на карте 1840 года. В 1877 году здесь (деревня Порховского уезда Псковской губернии) было учтено 120 дворов. До 2020 года входила в состав Горского сельского поселения до его упразднения.

## Население
| 2010 |
| ---- |
| 68   |

Численность населения: 568 человек (1909 год), 78 (русские 100 %) в 2002 году, 68 в 2010.